# Cystodytes rufus
Cystodytes rufus is een zakpijpensoort uit de familie van de Polycitoridae. De wetenschappelijke naam van de soort is, als Cystodites rufus, voor het eerst geldig gepubliceerd in 1909 door Sluiter.